# Alison Brownless
Alison Brownless (1962) es una deportista británica que compitió en remo. Ganó seis medallas en el Campeonato Mundial de Remo entre los años 1991 y 1996.

## Palmarés internacional
| Campeonato Mundial | Campeonato Mundial            | Campeonato Mundial | Campeonato Mundial        |
| Año                | Lugar                         | Medalla            | Prueba                    |
| ------------------ | ----------------------------- | ------------------ | ------------------------- |
| 1991               | Viena (Austria)               | Medalla de plata   | Cuatro sin timonel ligero |
| 1992               | Montreal (Canadá)             | Medalla de plata   | Cuatro sin timonel ligero |
| 1993               | Račice (República Checa)      | Medalla de oro     | Cuatro sin timonel ligero |
| 1994               | Indianápolis (Estados Unidos) | Medalla de plata   | Cuatro sin timonel ligero |
| 1995               | Tampere (Finlandia)           | Medalla de plata   | Dos sin timonel ligero    |
| 1996               | Motherwell (Reino Unido)      | Medalla de plata   | Dos sin timonel ligero    |